# Тырыково
Тырыково — деревня в Сокольском районе Вологодской области.
Входит в состав Пельшемского сельского поселения, с точки зрения административно-территориального деления — в Пельшемский сельсовет.
Расстояние по автодороге до районного центра Сокола — 37 км, до центра муниципального образования Марковского — 2 км. Ближайшие населённые пункты — Поповское, Родионово, Великий Двор, Хаминово, Зубцово.
По переписи 2002 года население — 56 человек (27 мужчин, 29 женщин). Всё население — русские.